# Kappenkreischeule
Die Kappenkreischeule (Megascops atricapilla, Synonyme: Megascops atricapillus, Strix atricapilla, Otus atricapillus, Otus atricapilla), auch Schwarzkappen-Kreischeule oder Kappeneule genannt, ist eine Art aus der Familie der Eigentlichen Eulen. Sie kommt ausschließlich in Südamerika vor.

## Erscheinungsbild
Mit einer Körpergröße von etwa 23 Zentimetern ist die Kappenkreischeule innerhalb ihrer Gattung eine mittelgroße Art. Der Oberkopf ist schwärzlich, die Federohren sind verhältnismäßig auffallend und die Augen sind braun. Die Gefiederfärbung ist relativ variabel: Graue, dunkelgraue und rotbraune Morphen können in derselben Region vorkommen.
Die Kappenkreischeule kann mit mehreren anderen Kreischeulen verwechselt werden. Die Langohr-Kreischeule ist etwas größer und hat kräftiger ausgebildete Krallen. Die Tropenkreischeule ist etwas kleiner und hat kurze Federohren und gelbe Augen.

## Verbreitung und Lebensraum
Das Verbreitungsgebiet der Kappenkreischeule erstreckt sich von Ostbrasilien bis in die Provinz Santa Catarina. Sie kommt außerdem im Osten von Paraguay und im Nordosten von Argentinien vor. Vermutlich ist sie ein Standvogel. Der Lebensraum sind weiträumige Tropenwälder mit dichtem Unterwuchs. Wichtig für eine Besiedelung durch Kappenkreischeulen ist ein Vorhandensein alter Bäume, die entsprechende Baumhöhlen aufweisen. Die Höhenverbreitung reicht vom Meeresniveau bis in Höhenlagen von 250 Meter über NN.

## Lebensweise
Die Kappenkreischeule ist eine nachtaktive Eule. Sie übertagt im dichten Blattwerk von Bäumen oder in Höhlen. Das Nahrungsspektrum besteht vor allem aus Insekten wie Zikaden, Motten und Käfern. Sie frisst außerdem Spinnen und schlägt wahrscheinlich auch kleine Wirbeltiere. Sie nistet in Baumhöhlen. Das Gelege besteht in der Regel aus zwei bis drei Eiern. Es brütet allein das Weibchen. Während der Brutzeit wird es durch das Männchen mit Nahrung versorgt.